# Khaled Melliti
Khaled Melliti (arabisch خالد المليتي‎; * 22. Mai 1984 in Tunis) ist ein tunesischer ehemaliger Fußballspieler. Er ist der Bruder von Sofiène Melliti, der ebenfalls Fußballprofi war.
Seit August 2023 trainiert er den Zweitligisten AS Ariana.

## Karriere
Khaled Melliti begann seine fußballerische Karriere in der Jugend des Sporting Club Ben Arous, aus der Stadt Ben Arous, wechselte später zur Jugendabteilung des tunesischen Erstligisten Étoile Sportive du Sahel, wo er von 2003 bis 2008 in der ersten Mannschaft spielte. In Sahel gewann er unter anderem die tunesische Meisterschaft 2006/07 sowie die CAF Champions League 2005 und den CAF Confederation Cup 2006. Des Weiteren nahm er mit Étoile du Sahel an der FIFA Klub-Weltmeisterschaft 2007 teil und spielte 58 Minuten im Spiel um Platz 3 gegen Urawa Red Diamonds. Im Sommer 2008 unterzeichnete er einen Drei-Jahres-Vertrag beim Club Africain Tunis, im Austausch wechselte Ahmed Akaïchi zu Étoile Sportive du Sahel. Am 4. Juli 2011 wechselte Melliti ablösefrei in die französische Ligue 2 FC Istres. Nach zwei Spielzeiten wechselte Melliti zurück in seine Heimat zum Club Athlétique Bizertin. Nach einer Saison wechselte er zu Club Sportif de Hammam-Lif, wo er bis zum Sommer 2016 unter Vertrag stand. Nach Ablauf spielte er in der Stadt Gabès für beide Vereine der Stadt, AS Gabès und dem Stade Gabèsien. Nach drei Jahren in Gabès wechselte er zu seinem Jugendverein und verbrachte dort zwei Jahre in der zweiten tunesischen Liga. Im Anschluss wechselte er zum Ligakonkurrenten ES Radès.

## Titel und Erfolge
Étoile Sportive du Sahel
- Championnat de Tunisie (1): 2006/07
- Tunesischer Ligapokal (1): 2005
- CAF Champions League (1): 2005
- CAF Confederation Cup (1): 2006

Club Africain
- North African Cup of Champions (2): 2008, 2010